# Shakuntala Devi
Shakuntala Devi (Bangalore, Karnataka, l'Índia, 4 de novembre de 1929 - 21 d'abril de 2013) era coneguda com la «dona ordinador» per la seva capacitat pels càlculs mentals. Va entrar en el Llibre dels Records Guiness l'any 1982.

## Biografia
El pare de Devi reconeixia les seves capacitats impressionants per a les matemàtiques en un joc de cartes quan ella tenia tres anys. Devi va començar a treballar al circ amb el seu pare. Després de divorciar-se del seu espòs, que era homosexual, Devi va fer una recerca i va escriure un llibre sobre l'homosexualitat The world of homosexuals. Va morir resolent una arrel cúbica de cinc cents xifres.
El 1977 als Estats Units d'Amèrica, va competir amb un ordinador per calcular l'arrel cúbica de 188.132.517 més ràpid (va guanyar). Aquest mateix any, a la Universitat Metodista del Sud li van demanar que donés l'arrel cúbica de 23 d'un nombre de 201 xifres, i va respondre en cinquanta segons, la seva resposta, 546.372.891 fou confirmada pels càlculs fets a l'Oficina de Normes de l'ordinador Univac 1101, pel qual un programa especial va haver de ser escrit per dur a terme un càlcul tan gran.
El 18 de juny de 1980 va demostrar la multiplicació de dos nombres de 13 xifres escollits a l'atzar pel Departament d'Informàtica de l'Imperial College de Londres: 7.686.369.774.870 × 2.465.099.745.779. Va respondre correctament 18.947.668.177.995.426.462.773.730 en 28 segons. Aquest esdeveniment s'esmenta a l'edició de l'any 1982 del Llibre Guiness dels Rècords.

## Llibres destacats
- Astrology : for you. 14a. ed.  New Delhi: Orient, 2005, p. 175. ISBN 81-222-0067-2.
- Book of Numbers (New Delhi: Orient, 2006). ISBN 978-81-222-0006-5.
- Figuring: The Joy of Numbers (Nova York: Harper & Row, 1977), ISBN 978-0-06-011069-7.
- In the Wonderland of Numbers (New Delhi: Orient, 2006). ISBN 978-81-222-0399-8.
- Mathability: Awaken the Math Genius in Your Child (New Delhi: Orient, 2005). ISBN 978-81-222-0316-5.
- More Puzzles to Puzzle You (New Delhi: Orient, 2006). ISBN 978-81-222-0048-5.
- Puzzles to Puzzle You (New Delhi: Orient, 2005). ISBN 978-81-222-0014-0.
- Super Memory: It Can Be Yours (New Delhi: Orient, 2011). ISBN 978-81-222-0507-7; (Sydney: New Holland, 2012). ISBN 978-1-74257-240-6, OCLC 781171515.
- The World of Homosexuals.  Vikas Publishing House, 1977. ISBN 9780706904789.
- Siker, Jeffrey S. Homosexuality and Religion.  Greenwood Publishing Group, 2006, p. 127. ISBN 9780313330889.